# OP:L Bastards
Die OP:L Bastards sind eine finnische Musikgruppe aus Helsinki, die von Timo Kaukolampi, Mikko Viljakainen und Tuomo Puranen gegründet wurde. Der ursprüngliche Name der Gruppe war „Opel Bastards“, aber die Adam Opel AG verlangte wegen der von ihr gehaltenen Rechte an der Marke „Opel“ eine Namensänderung.

## Stil
Die Musik von OP:L Bastards ist elektronisch, in weiten Teilen sehr vom Klang von Heimcomputermusik der späten 1980er und frühen 1990er Jahre beeinflusst – insbesondere Tracks wie Sagittarius und Scorpius erinnern sehr an auf dem Commodore Amiga produzierten Sound. Daneben sind auch Einflüsse aus dem New Wave der 80er vorhanden. Die Musik wird von manchem dem Electroclash zugeordnet.

## Diskografie
- 1998: Opel Bastards (Bootsound America)
- 1999: Sagittarius (EP, Cool Globe Agency)
- 1999: Spraybeat (Rex Records)
- 2000: Funking (Form & Function)
- 2000: Scorpius (EP, Form & Function)
- 2001: Don’t Bring Me Down (Form & Function)
- 2001: The Job (Form & Function)
- 2002: Sagittarius 3 (Cool Globe Agency)
- 2002: Sagittarius III (Form & Function)
- 2009: II (Iron-Magnesium Records)

## Belege
1. ↑  Alben von OP:L Bastards. In: Finnishcharts.com. Hung Medien, abgerufen am 22. April 2017.
2. ↑  Singles von OP:L Bastards. In: Finnishcharts.com. Hung Medien, abgerufen am 22. April 2017.